# Groapa Tonga

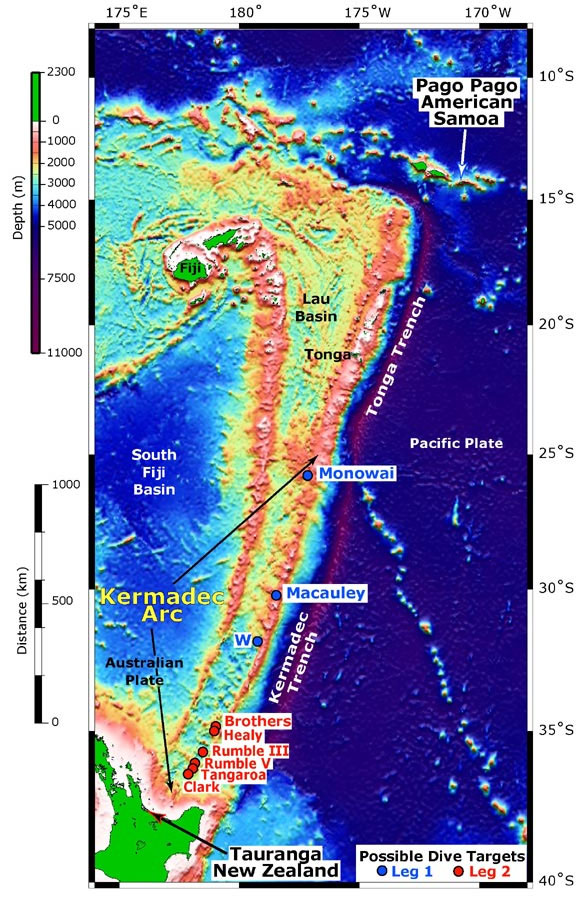
Hartă care arată Groapa Tonga

Groapa Tonga este situată în Oceanul Pacific de Sud și este de 10.882 de metri adâncime, la punctul său cel mai profund, cunoscut sub numele de "Deep Horizon".

## Date generale
Groapa se află la capătul de nord al zonei de subducție Kermadec-Tonga, o zonă de subducție activă unde Placa Pacifică este subdusă sub Placa Tonga și Placa indo-australiană. Groapa Tonga se extinde la nord-nord-est de Insulele Kermadec la nord de Insula de Nord din Noua Zeelandă. Groapa se transformă de la nord-vest de Placa Tonga și devine o zonă fisurată.
Convergența are loc la o rată estimată la aproximativ 15 cm pe an (de Lonsdale, 1986); cu toate acestea, măsurătorile recente făcute prin satelit de Global Positioning indică în unele locuri o convergență de 24 de centimetri pe an în nordul groapei Tonga, care este viteza cea mai rapidă înregistrată de o placă de pe planetă, ca rezultat este zona de pe Pământ cu cea mai activă seismicitate din manta.
Astfel de gropi oceanice sunt locuri importante pentru formarea a ceea ce va deveni crusta continentală și pentru reciclarea materialelor înapoi în manta. De-a lungul groapei Tonga mantia se topește iar derivatele sunt transferate către manta, și sedimentele oceanice abisale și fragmente ale scoarței oceanice sunt colectate.
Groapa este ultimul loc de odihnă al generatorului termoelectric cu radioizotopi din misiunea Apollo 13.

### Particularitate
În 1953, pe marginea groapei a fost descoperit cel mai înalt munte submarin, acesta are 8325 metri și vârful său este la 365 metri sub nivelul mării.